# Királyvida

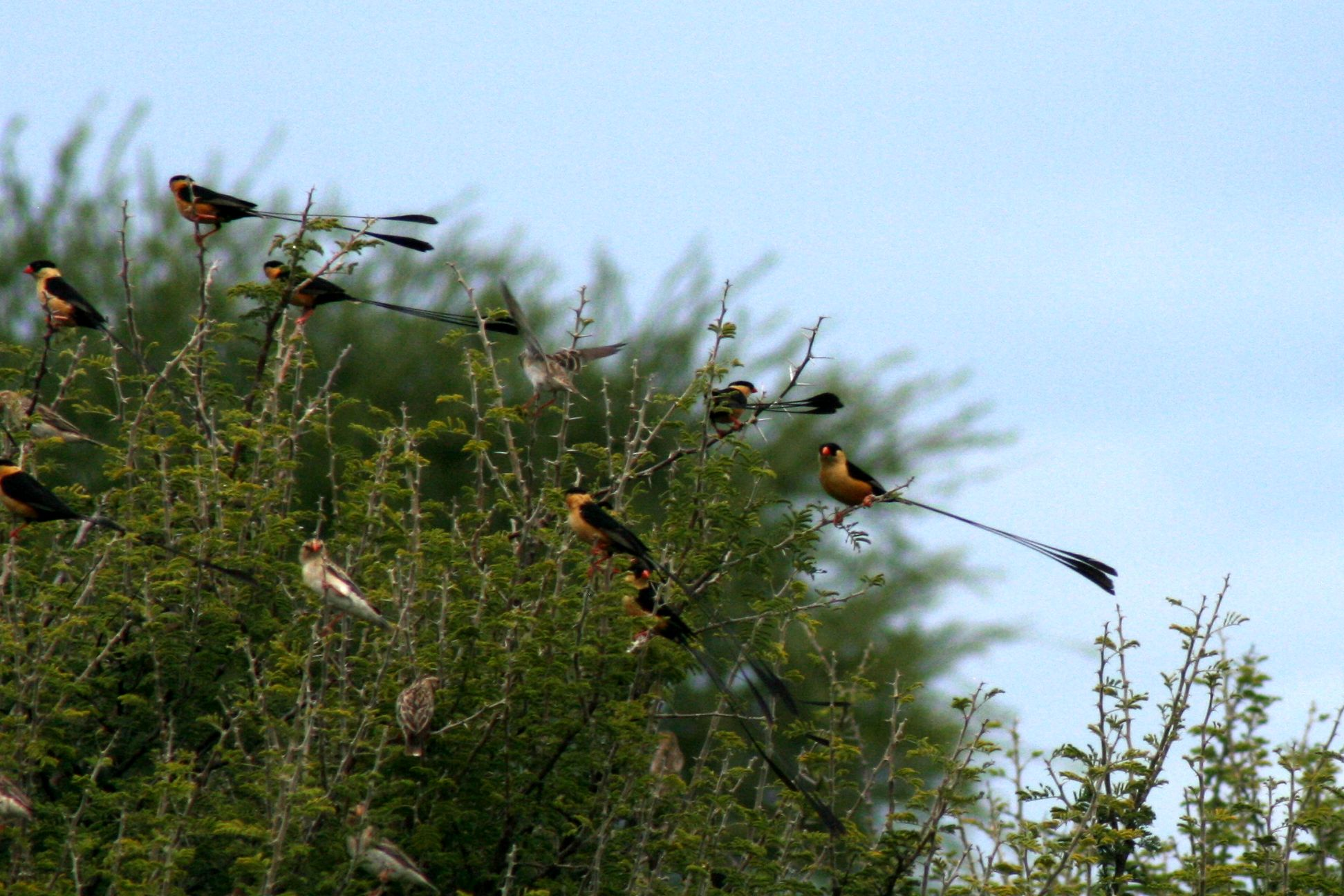
Királyvidák csapata

A királyvida (Vidua regia) a madarak osztályának verébalakúak (Passeriformes) rendjébe, azon belül a vidafélék(Viduidae) családjába tartozó faj.

## Rendszerezése
A fajt Carl von Linné írta le 1776-ban, az Emberiza nembe Emberiza regia néven.

## Előfordulása
Angola, Botswana, Mozambik, Namíbia, a Dél-afrikai Köztársaság, Zambia és Zimbabwe területén honos. A természetes élőhelye szubtrópusi és trópusi száraz bokrosok és szavannák.

## Megjelenése
Testhossza 10–11 centiméter, a  testtömege 12–17 gramm. A nászruhás hím 4 középső faroktolla nagyon nagy mértékben megnyúlik, messze a rövid farok mögé, testhossza így a 30 centimétert is elérheti.

## Életmódja
Magvakból álló táplálékát a földön keresgéli.

## Szaporodása
Mint az a vidafélék családjában általános, ez a faj is költésparazita. A megtermékenyített tojó felkeresi a díszpintyfélék családjába tartozó gránátpinty (Uraeginthus granatinus) fészkeit, és azokba rakja tojását. A kikelő fiókák hasonlítanak a gazdamadár fiókáira, így együtt nevelkednek fel.